# Tasgetios
Tasgetios (aussi appelé Tasget ou bien Tagetus) fut le dernier roi du peuple des Carnutes, en Gaule celtique, pendant la conquête par les Romains.
L'étymologie de son nom dérive peut-être de la racine gauloise *tasgos, (blaireau).

## Famille
Les ancêtres de Tasgetios ont été rois des Carnutes.

## Biographie
Avant de devenir roi chez les siens, Tasgetios a participé, probablement en tant que préfet de cavalerie, à toutes les campagnes de César dans les Gaules : d’abord celle contre les Helvètes, puis celle contre les Germains d’Arioviste, les campagnes de 58 av. J.-C. puis en 57 av. J.-C. contre les Belges, et en 56 av. J.-C. contre les peuples armoricains, auxquelles on peut éventuellement ajouter les campagnes aquitaines menées par P. Crassus.
César, en -56, afin de s'assurer le contrôle sur les Carnutes en établissant un protectorat romain dans la région, et « en considération de sa valeur, de son zèle et des services qu'il lui avait rendus à la guerre », rendit à Tasgetios le titre royal.
Mais, pendant la troisième année de règne, à l'automne de l'an 54 av. J.-C., Tasgetios, fut assassiné par ses opposants politiques.
César, craignant un soulèvement général, ordonna alors, en plein hiver, le retour de Lucius Munatius Plancus de la Gaule belgique avec sa légion. Plancus avait pour mission d'occuper le territoire des Carnutes ainsi que de capturer les auteurs du crime et de les ramener à César.

## Monnaie
Des monnaies en bronze ayant circulé dans la zone dite "Carnute" ont pour légende TA-SG-II-TI-OS.
- sur l’avers : tête d’homme imberbe portant un diadème et dont la chevelure est à tresses pendant sur le col ; derrière de la tête se trouve une feuille identifiée comme du lierre, du laurier ou de la vigne. Le long du bord se trouve l’inscription, en alphabet grec, "ΕΛΚΕΣΟΟΥΙΞ" (Elkesoovix ou Elkesovix), dont le sens n’est pas compris[6]. Selon Joachim Lelewel, l’inscription et le portrait désignent Tasgetios ; en revanche, d’après Louis de La Saussaye il s'agirait plutôt de l’un de ses ancêtres ; d'autres encore préfèrent y voir une divinité gauloise-romaine, peut-être Apollon[7].
- sur le revers se trouve le nom TASGIITIOS, accompagné de Pégase galopant vers la droite.

Rien ne permet d'affirmer que la frappe de ces pièces aurait eu lieu pendant sa période d'influence sur les Carnutes. De nombreuses monnaies romaines ont été frappées en sa mémoire, avec au revers un aigle portant le défunt vers les cieux.[réf. nécessaire]